# One Shot Disco Volume 4
One Shot Disco Volume 4 - The Definitive Discollection è la quarta raccolta di musica dance degli anni '70, pubblicata in Italia dalla Universal su CD (catalogo 314 585 739 2) e cassetta (314 585 739 4) nel 2001, appartenente alla serie One Shot Disco della collana One Shot.

## Il disco
A partire da questo volume e nei due seguenti NON vengono più riportati nell'opuscolo a corredo i piazzamenti dei brani nelle classifiche di Italia, Regno Unito e Stati Uniti d'America, previste per tutta la serie.

## I brani
- Is It It?
Singolo e brano dell'album Welcome Back (1980) per il gruppo vocale denominato Peter Jacques Band (uno dei primi progetti musicale disco creati dal manager francese Jacques Fred Petrus con il produttore/musicista italiano Mauro Malavasi) che nel 1980 comprendeva il solista Jacob Wheeler e le coriste Dianne Washington (in seguito diventata sua moglie), Sandi Bass e Von Gretchen Shepard (Miss Black America nel 1974).[2]
- Get Off
Singolo e brano dell'omonimo album (1978) del gruppo "Foxy" composto da Ismael 'Angel' Ledesma (chitarre e voce), Richard 'Richie' Puente (pecussioni), figlio del celebre Tito, Charlie Murciano (tastiere), Arnold Paseiro (basso), Joe Galdo (batteria). Al brano e all'album collabora, anche come autore, Carl Driggs (cori e percussioni aggiuntive).
- Hot Shot
Singolo e brano dell'omonimo album (1977) della cantante statunitense Karen Young.
- Gimme Some
Singolo (1975) e brano dell'album Dance Across the Floor del 1978 del musicista e cantante statunitense Jimmie Horace Horne, Jr.
- Disco Stomp
Singolo e brano dell'album Insides Out (1975) del cantante, percussionista e produttore statunitense Hamilton Frederick Bohannon.
- Lady Night
Singolo e brano dell'omonimo album (1979) del cantante svizzero Patrick Juvet.
- My Sweet Summer Suite
Singolo strumentale e brano dell'omonimo album (1976) eseguito dalla Love Unlimited Orchestra, creata dal musicista statunitense Barry White che è anche compositore del pezzo.

## Tracce
Il primo è l'anno di pubblicazione del singolo, il secondo quello dell'album; altrimenti coincidono.

### CD 1
1. Irene Cara – Fame (in Saranno famosi) – 5:13 (testo: Dean Pitchford – musica: Michael Gore) – 1980
2. Chic – Le Freak (album version) – 5:28 (Bernard Edwards, Nile Rodgers) – 1978
3. The Weather Girls – It's Raining Men (single version) – 3:33 (Paul Jabara, Paul Shaffer) – 1982, 1983
4. Barry White – Can't Get Enough of Your Love, Babe (album version) – 4:30 (Barry White) – 1974
5. Village People – Go West – 3:32 (Jacques Morali, Henri Belolo, Victor Willis) – 1979
6. Hot Chocolate – You Sexy Thing – 4:03 (Erroll Brown) – 1975
7. Sylvester – You Make Me Feel (Mighty Real) – 4:07 (testo: Sylvester – musica: James Wirrick) – 1978
8. La Belle Epoque – Black Is Black – 5:08 (Steve Wadey, Anthony Hayes, Michelle Grainger) – 1977
9. Peter Jacques Band – Is It It? – 5:05 (testo: Paul Slade – musica: Mauro Malavasi) – 1980
10. Foxy – Get Off (maxi single version) – 5:43 (Carl Driggs, Ismael 'Ish' Ledesma) – 1978
11. Donna Summer – I Remember Yesterday – 4:46 (Donna Summer, Giorgio Moroder, Pete Bellotte) – 1977
12. A Taste of Honey – Boogie Oogie Oogie – 4:39 (Janice Marie Johnson, Perry Kibble) – 1978
13. The Trammps – Disco Party (album version) – 8:09 (Bruce Gray, Talmadge Conway) – 1976

Durata totale: 63:56

### CD 2
1. Maynard Ferguson – Gonna Fly Now (in Rocky) – 4:21 (testo: Carol Connors, Ayn Robbins – musica: Bill Conti) – 1977
2. Carl Douglas – Kung Fu Fighting – 3:12 (testo: Carl Douglas – musica: Biddu Appaiah) – 1974
3. Gibson Brothers – Come to America – 6:10 (Alex Francfort) – 1976
4. Karen Young – Hot Shot (short single version) – 3:30 (Andrew Khan, Kurt Borusiewicz) – 1977
5. Lipps Inc. – How Long (album version) – 5:34 (Paul Carrack) – 1981, 1980
6. Diana Ross – My Old Piano – 3:54 (Bernard Edwards, Nile Rodgers) – 1980
7. Jimmy "Bo" Horne – Gimme Some (album version) – 4:43 (KC = Harry Wayne Casey) – 1975, 1978
8. Marc Cerrone – Supernature – 4:24 (testo: Lene Lovich, Alain Wisniak – musica: Marc Cerrone) – 1977
9. Earth, Wind & Fire – In the Stone – 4:26 (Maurice White, David Foster, Allee Willis) – 1979
10. Bohannon – Disco Stomp – 5:09 (Hamilton Bohannon) – 1975
11. Gloria Gaynor – Never Can Say Goodbye (album version) – 6:19 (Clifton Davis) – 1974, 1975
12. Patrick Juvet – Lady Night – 5:12 (Patrick Juvet, Jacques Morali, Victor Willis) – 1979
13. Wild Cherry – Play That Funky Music (album version) – 4:56 (Robert Parissi) – 1976
14. The Love Unlimited Orchestra – My Sweet Summer Suite (instrumental, maxi single version) – 7:12 (musica: Barry White) – 1976

Durata totale: 69:02